# Renascer Praise
Renascer Praise é um grupo brasileiro de música cristã contemporânea, formado em 1993 na cidade de São Paulo. Originado na Igreja Apostólica Renascer em Cristo, o grupo reúne músicos e cantores com liderança de Bispa Sônia Hernandes, que também atua como maestra, regente e ministra de louvor. Desde sua fundação, o grupo lançou 24 álbuns inéditos e recebeu diversas indicações e prêmios em categorias como os troféus Talento e Promessas, além de uma indicação ao Grammy Latino pelo álbum Canto de Sião (2014).
O projeto teve início com a proposta de produzir música cristã de qualidade, abrangendo diversos ritmos. Desde seu primeiro álbum, em 1993, o grupo reuniu cantores, instrumentistas, orquestra e um coral com milhares de vozes. Com mais de três décadas de atuação, o Renascer Praise já produziu 24 álbuns inéditos, 3 EPs, 18 singles, 22 DVDs, 2 coletâneas e 1 álbum em espanhol, além de alcançar milhões de visualizações no YouTube e em outras plataformas de música.
O grupo já realizou apresentações em locais de destaque, como o Ginásio do Ibirapuera, Estádio do Pacaembu, Parque da Independência, e casas de shows como o Teatro Elis Regina, Vibra São Paulo e Via Funchal. Também marcou presença em eventos como a Marcha para Jesus e o SOS da Vida, além de apresentações internacionais nos Estados Unidos, Europa e África. O Renascer Praise foi pioneiro na gravação de um DVD ao ar livre em Israel e ajudou a popularizar o formato ao vivo no cenário gospel brasileiro.
Reconhecido por seu trabalho técnico, o grupo combina arranjos variados e ministrações em suas músicas, contribuindo para a diversificação da música cristã no Brasil. Ao longo de sua trajetória, acumulou diversos Discos de Ouro e de Platina, consolidando sua relevância no cenário musical cristão na América Latina.

## História

### 1993–1999: O início
Desde 1993, quando foi gravado o primeiro disco, o Renascer Praise foi crescendo nacionalmente e se credibilizando no estilo "Praise & Worship" (Louvor e Adoração), bastante difundido nos Estados Unidos.
Nascia assim, no verão daquele ano, o primeiro disco gravado em estúdio, O Renascer Praise Vol. 1 com as bandas Katsbarnea, Resgate, Troad, Oficina G3 e Kadosh. O primeiro disco do grupo obteve um bom alcance e conseguiu tornar conhecidas músicas como Eu Sei Que Estás Comigo na voz da cantora Fatty, Digno de Louvor e a clássica Bom Estarmos Aqui.
O disco foi gravado no Estúdio Rick Bonadio que na época já tinha trabalhado em projetos do Katsbarnea e Resgate. A cantora Soraya Moraes contribuiu na composição da música Rendemos Glória em parceria com o cantor Silas Furtado.
O segundo disco foi lançado em 1994, agora com a junção das bandas da igreja no estúdio. O Renascer Praise Vol. 2, trouxe um amadurecimento comparado ao disco anterior. Festa e Invoquei estiveram entre as mais tocadas nas rádios do país no segmento cristão.
Em 1996, com a chegada de novos integrantes, surgiu o álbum intitulado Deus é Fiel, com a primeira gravação ao vivo na Sede da Igreja Renascer em Cristo, em São Paulo. A ideia de gravar ao vivo partiu dos novos integrantes.
Lançado em CD, K7 e VHS o álbum introduziu através da Bispa Sônia a ministração em meio os louvores, e a voz da cantora Soraya Moraes ganhou projeção nacional com a música Deus é Fiel. O álbum obteve grande alcance nacional com as músicas Igreja e Edifica, vale destacar também o solo de Brother Simion na música Grito de Alerta.
Em 1997, o grupo gravou ao vivo o álbum Conquista, novamente na Sede da Igreja Renascer em Cristo, em São Paulo. O local ficou pequena para o enorme público que compareceu para assistir as duas sessões de gravação, comandadas pela Bispa Sônia e Paulo Rogério. O álbum rendeu o primeiro Disco de Ouro da carreira do Renascer Praise e conseguiu emplacar músicas como Festa, Yeshua Hamasha, Mais Que Vencedor e Gênesis com a participação do Katsbarnea .
No ano de 1998 foi gravado o tão esperado Tributo ao Deus de Amor, no Auditório do Anhembi, também em duas sessões de gravação. O disco contou com 2 corais, 22 backing vocals e oito solistas na linha de frente: Soraya Moraes, Paulo Rogério, Rhimena Abécia, Maurílio Santos, Vânia Marx, Benner Jack's, Ana Raia e Cláudia Ruegenberg, além da voz de Silvera compondo o time de backing vocals. O álbum foi um grande sucesso de vendas e críticas. As músicas Fogo Cai e Plano Melhor foram os hits da vez.
No ano de 1999 o Renascer Praise lançou o álbum A Pesca, um dos álbuns de maior sucesso, gravado na Sede da Igreja Renascer em Cristo, em São Paulo, com a participação de DJ Alpiste na música Alegria do Senhor e também do Apóstolo Estevam tocando sax, no clássico Os Guerreiros Se Preparam.
Paulo Rogério ficou sob o comando da música Santo, Santo, Santo que tornou-se uma das músicas de celebração mais tocada nas igrejas, durante a década de 2000. A música Promessa está até hoje entre as maiores composições do grupo e obteve grande sucesso, ganhando releituras e versões recentes, já a música Poeta consagrou a voz de Vânia Marx no Renascer Praise. Vale destacar também as vozes de Priscila Maciel, Maurílio Santos e Silveira integrando o time linha de frente.
O álbum foi concebido em um curto período de tempo, pois todas as composições, arranjos, ensaios e pré-produção, aconteceram em apenas duas semanas, mostrando a competência do grupo.
O Renascer Praise também gravou no mesmo ano o álbum Lá Unción, em Espanhol, reunindo os seus maiores sucessos e garantindo turnês por toda América Latina. Soraya Moraes  foi o grande destaque do álbum com sua performance vocal.

### 2000–2006: Expansão e auge
Em 2000, após a saída de alguns integrantes, incluindo Soraya Moraes e Paulo Rogério, o Renascer Praise gravou seu sétimo álbum e o primeiro DVD da história não só do grupo, mas do Gospel no Brasil, em Israel na cidade de Bete-Seã. Este álbum marcou a chegada de Fernanda Hernandes no vocal, e das irmãs Denyse Bittencourt e Gislene Bittencourt que juntas fizeram um dueto no sucesso Tudo Posso, já o cantor sertanejo Marcelo Aguiar, também recém chegado no grupo, solou a música que leva o título do álbum: Ressurreição. O trabalho rendeu ao Renascer Praise Disco de Platina e teve seu lançamento no Teatro Elis Regina e Espaço Renascer.
No ano seguinte, o Renascer Praise lançou o 8º álbum, de título Restituição, gravado no Credicard Hall. O álbum contou com as participações do grupo de dança e da orquestra da Assembleia de Deus, além de marcar a chegada de novos integrantes, Clovis Pinho que solou a música Digno, juntamente com Priscila Maciel, e os pagodeiros Salgadinho e Juninho do Banjo, que ficaram no comando da música Senhor Me Guarda.
No mesmo ano o Renascer Praise lançou a coletânea The Best Of Renascer Praise, reunindo os maiores sucessos da carreira até então.
Em 2002, foi gravado Promessa, no Via Funchal em São Paulo, onde contou com a participação do Katsbarnea sob o comando de Paulinho Makuko, cantando o rock Nada é Igual juntamente com a cantora Fatty, além da participação da apresentadora, atriz e cantora Adriana Lessa que fez dueto em bilíngue com Léo Marx na música Te Louvarei. O álbum teve em seu lançamento cerca de 12 mil pessoas e foi matéria das principais revistas da época. A música Hosana fez um enorme sucesso, sendo cantada por todo Brasil. 
Depois de 9 títulos inéditos, o 10° álbum foi gravação no Estádio do Pacaembu em 16 de agosto de 2003. O Renascer Praise 10 contou um coral de 4 mil vozes, 1 mil bailarinos, orquestra sinfônica, dezenas de músicos, cantores e um repertório musical bilíngue. O projeto contou com a participação especial do Shekinah Glory Choir de Chicago, além da presença de grandes nomes como Aline Barros e Robinson Monteiro. Em uma das noites mais frias de São Paulo, o Estádio do Pacaembu estava lotado. 
Salgadinho, Juninho do Banjo e Walmirzinho ficaram no comando do samba Norte e Sul, Leste e Oeste com a participação das baterias De Bem Com a Vida e Salmo 150. As músicas Sopra e Santo é o Cordeiro fecharam a gravação com performance orquestrada, percussão, técnica vocal e uma sonoridade absurda. 
No dia da Independência do Brasil, em 7 de Setembro de 2004, foi gravado novamente no Estádio do Pacaembu, o álbum mais vendido da carreira do Renascer Praise. Certificado com 2 Discos de Ouro, 1 Disco de Platina e 1 Disco de Diamante.
A grande novidade do álbum foi o coral de 8 mil vozes formando mais uma vez um telão humano, porém agora com imagens mais elaboradas, sincronismo preciso, com diversas frases e cores. Vale destacar também os mais de 3 mil bailarinos e um público superior a 50 mil pessoas. A gravação contou com a performance de 6 tecladistas, 3 guitarristas e 2 bateristas tocando simultaneamente no palco, além de 16 violões na música Somos Teu Povo e uma orquestra de metais se juntando a orquestra sinfônica na música Incomparável, que contou ainda com uma super queima de fogos.
O projeto emplacou muitos sucessos como, Lugares Altos, Já Está Consumado, Recebe Minha Adoração e os clássicos Povo Apostólico e Incomparável, além de indicações no Troféu Talento. 
No dia 7 de setembro de 2005, o Estádio do Pacaembu foi palco de um dos maiores eventos Gospel do país. O álbum Apostólico entrou para a história como uma das melhores produções musical já vista no cenário gospel, superando inclusive algumas produções secular da época.
A organização do evento optou por montar um palco totalmente aberto para poder interligar o Tobogã, onde estava o coral de 12 mil vozes e o palco central com os 150 backing vocals, os 250 músicos do grupo e os bailarinos de palco. O projeto contou com orquestra sinfônica, percussão, metais e 4 mil bailarinos, além da Banda Resgate e as baterias Salmo 150 e De Bem Com a Vida sob o comando dos pagodeiros Salgadinho, Juninho e Evandro, na abertura do show de gravação. 
Na Força do Louvor tornou-se um clássico instantâneo, sendo uma das músicas mais executadas por corais em congressos por todo Brasil. O trabalho foi o segundo mais vendido na história do grupo, levando também o Troféu Talento de Melhor DVD do Ano, vale ressaltar também que por alguns anos o conjunto da obra foi usado como material de estudos em uma faculdade de música Norte-Americana. 
Em outubro de 2006, foi gravado ao vivo no Ginásio do Ibirapuera para um público de 30 mil pessoas o álbum A Colheita, com um coral de 2 mil vozes, 150 vozes de apoio, orquestra sinfônica e 24 cantores na linha de frente.
O repertório trouxe uma nova roupagem com forte presença do Pop e Dance, destacando também as dezenas de bailarinos que trouxeram novas técnicas de dança e sincronismo preciso em algumas das músicas. 
Novamente o grupo trouxe performances cheias de técnica vocal e instrumental como na música A Guerra Ganha Está, além do Samba-rock Nada do Que eu Tiver na voz do cantor Rodriguinho. A música Eu Me Rendo na voz do cantor Marcelo Aguiar consagrou o projeto, tornam-se uma das músicas mais populares do grupo, ganhando inclusive outras versões na voz de artistas gospel alguns anos depois.
O álbum foi lançado em Dezembro do mesmo ano e recebeu Disco de Ouro alguns dias após o lançamento. 

### 2007–2013: Crises, reestruturação e contrato com a Sony Music
No início de 2007, os líderes Estevam Hernandes e Sônia Hernandes se envolveram em um escândalo e foram presos nos Estados Unidos, quando tentaram entrar no país com dólares não declarados. Por esse motivo, no dia 13 de outubro de 2007, aconteceu na Sede da Igreja Renascer em Cristo no Brasil e na Renascer Sede Miami nos Estados Unidos a gravação do 14º trabalho do grupo, o álbum A Espera Não Pode Matar a Esperança, com uma produção envolvendo dezenas de músicos e bailarinos, orquestra, 40 cantores na linha de frente e um grande coral.
A gravação aconteceu simultaneamente via satélite, ao vivo e em tempo real nos dois países, com a mais alta tecnologia disponível na época. A Bispa Sônia, com um pequeno grupo de vozes e músicos, ministrava o enorme público e comandava de Miami as músicas executadas pelo Renascer Praise no Brasil. 
Em 2008, foi lançado o álbum Reinando em Vida, que novamente foi gravado na Sede da Igreja Renascer em Cristo no Brasil e na Renascer Sede Miami nos Estados Unidos. Dessa vez com o Apóstolo Estevam Hernandes fazendo a tradicional abertura da gravação e ministrando a palavra apostólica.
O álbum contou com a participação especial do cantor Paulo Rogério, ex-integrante do grupo, na música Bendito. O trabalho destacou intensamente a mistura de muitos ritmos e sons, aglutinando os mais diferentes estilos, como Pop rock, R&B, Samba e outros estilos que enriqueceram ainda mais o repertório. Para acompanhar a grandiosidade musical, um grande time de bailarinos trouxeram coreografias com diversos estilos, como break, street, Jazz, dança de salão e dança clássica.
O álbum marca a chegada da até então recém finalista do Ídolos, Barbará Amorim, se juntando ao time de vocalistas, com a música Pra Te Honrar. A música Ser Conhecidos de Deus tornou-se um grande sucesso, sendo um dos maiores destaques do grupo até os dias de hoje. 
Em 2010, o grupo deixou a gravadora Gospel Records, que pertencia à igreja e que foi fechada no mesmo ano, após isso assinou contrato contrato com a Sony Music sendo o primeiro a artista gospel a fazer parte do cast da gravadora.   
No dia 21 de abril de 2010 no Museu Paulista, foi gravado ao vivo o álbum Andando Sobre as Águas, com um grande público de 60 mil pessoas, coral de 500 vozes, 70 bailarinos, dezenas de músicos, orquestra, percussão, metais e 30 cantores na linha de frente.
Após a gravação alguns dos vocalistas e integrantes deixaram o grupo, para se juntarem ao projeto musical Brás Adoração da AD Brás, liderado pelo Bispo Samuel Ferreira.
O lançamento aconteceu em CD, DVD e Blu-ray no Ginásio do Corinthians e Teatro Bradesco com a participação especial da cantora Soraya Moraes ex-vocalista do grupo. O projeto musical contou com uma super produção, além das participações especiais de Davi Sacer nas músicas Não Haverá Impossíveis e Plano Melhor, André Valadão na música Som do Louvor e DJ Alpiste nas músicas Poderoso Deus e És o Senhor. 
O disco vendeu mais de 50 mil cópias em menos de um mês após o lançamento, sendo certificado pela ABPD com Disco de Ouro. A música Andando Sobre as Águas foi considerada a música do ano, levando o Troféu Melhores do Ano do Troféu Talento. 
Em abril de 2011, o grupo divulgou em seu site oficial o Kit Páscoa com download gratuito de playbacks, cifras, letras e partituras de músicas. Além disso, o grupo foi indicado em quatro categorias no Troféu Promessas, mas não venceu nenhuma das categorias.
Em junho de 2012, o grupo gravou no Credicard Hall o álbum Novo Dia, Novo Tempo, com a participação especial de Gabriel Asaph e DJ Alpiste na música Até Chegar em Sião, vale destacar Elder Motta na música Me Abraça, Banda do P.A. na Música Mudando Tudo e o Coral Praise Kids na música Nada se Compara.
O trabalho foi lançado no Ginásio do Ibirapuera em Agosto do mesmo ano, sendo um grande sucesso de vendas e críticas, chegando a liderar o ranking da Billboard no segmento gospel brasileiro e recebendo Disco de Ouro.  
O grupo também lançou pela gravadora CanZion Brasil uma coletânea musical que reuniu seus maiores sucessos até então, em um único álbum.  Em novembro de 2013, o Renascer Praise venceu o Troféu Promessas na categoria Melhor DVD do Ano com mais de 700 mil votos. 

### 2013–2022: Contrato com a Universal Music
Em Outubro de 2013, o grupo assinou contrato artístico com a Universal Music. No mesmo mês, o Renascer Praise gravou em Israel, no Mar da Galiléia o álbum Canto de Sião. O lançamento ocorreu em Dezembro daquele ano. Logo o trabalho alcançou extrema popularidade entre o público, principalmente por meio da música 1000 Graus, que já somou mais de 100 milhões de visualizações na VEVO e Jesus, O Plano Perfeito, com mais de 60 milhões de visualizações, além de receber 2 Discos de Ouro e 1 Disco de Platina. 
O lançamento da versão em DVD aconteceu em uma sessão de cinema exclusiva no Shopping Vila Olímpia, São Paulo e no Shopping do Leblon, Zona Sul do Rio de Janeiro. O grupo foi indicado ao Grammy Latino de 2014, na categoria Melhor Álbum de Música Cristã (Língua Portuguesa). Na época, o cantor Clovis Pinho deixou o grupo para seguir carreira solo, e ao mesmo tempo, fazer parte do projeto Preto no Branco.   
No dia 2 de Novembro de 2015, o grupo gravou em São Paulo o álbum Daniel. O projeto musical marcou o retorno de alguns dos ex-integrantes que deixaram o grupo em 2010, e contou com a participação de vários músicos, como Thalles Roberto, Marcelo Aguiar e Diguinho do Katinguelê no time de vocalistas. No entanto, pela forte influência de Thalles Roberto na maioria das composições, participações, arranjos e produção, o trabalho recebeu avaliações negativas da mídia especializada, por outro lado o álbum recebeu Disco de Ouro e a música A Resposta já somou mais de 20 milhões de visualizações, ganhando inclusive outras versões. 
No final de 2016, ao comemorar 20 anos desde a primeira gravação ao vivo (em 1996), o grupo gravou seu 20º trabalho no Ginásio da Portuguesa, também conhecido como Renascer Arena, trazendo novamente Thalles Roberto no time de vocalistas. Betel foi lançado em Abril de 2017, nas plataformas digitais, com a releitura das músicas Na Força do Louvor, Promessa e Plano Melhor. O Renascer Praise promoveu o lançamento do trabalho com a turnê Renascer Praise In Concert em diversos teatros do Brasil.  
Em Setembro de 2018, o grupo gravou seu 21º trabalho intitulado Hosanna com 11 músicas inéditas e 2 versões. O Renascer Praise anunciou a gravação do álbum lançando o single Hosanna com a versão em estúdio.
O projeto contou com uma grande estrutura de palco, som e iluminação, além de um Drone 4K, Robô de LED e os mais altos recursos tecnológicos para a captação ao vivo de som e imagem. A produção do álbum envolveu um coral de 1 mil vozes, 24 vozes entre os vocalistas e backing vocal, dezenas de músicos na banda, percussão e metais, entre eles Cacau Santos, Alexandre Fininho e Déio Tambasco, além das participações especiais do Praise United, a futura geração do Renascer Praise, Gabriel Asaph e também da cantora sertaneja Paula Mattos.
Por conta de direitos autorais e algumas burocracias, o álbum demorou para ser lançado, chegando para o público apenas em 2019, primeiramente lançado em EP com 6 faixas e posteriormente o álbum completo com 15 faixas. 
Em 2020, pela lógica de gravações, esperava-se que viria a gravação do 22º trabalho do grupo, mas por conta da pandemia do Covid-19, acabou não acontecendo nenhuma gravação de álbum ao vivo, por esse motivo o grupo lançou os singles Deus Agiu e Pentecostes de Amor. No mesmo ano o grupo realizou lives e shows drive-thru para ajudar as famílias impactadas pela Covid-19..
Em 2021, no dia 29 de Janeiro, foi lançado mais um single do Renascer Praise 22, O Leão Te Chamou. A música trouxe o estilo samba-reggae com uma swingueira contagiante e uma breve ministração da Bispa Sônia. 

### 2023 - Atualmente: De volta à Gospel Records e 30 anos de grupo
No final de 2022, o grupo gravou em estúdio 2 álbuns, contendo 24 músicas, podendo ser novos álbuns da linha cronológica ou coletâneas, e assim, encerrando seu contrato com a então gravadora Universal Music, com quem manteve parceria por uma década. Mesmo entregando esse dois trabalhos, até o momento nenhuma nota ou lançamento dos respectivos álbuns foi divulgado pela gravadora.
Em 2023, o grupo voltou à Gospel Records, que tinha encerrado suas atividades em 2010, retornando atualmente, mas agora em formato digital. 
Além disso, o ano de 2023 foi marcado pelos 30 anos do grupo e para comemorar esse momento, no dia 10 de Junho de 2023, na Renascer Arena, o grupo se reúne para a gravação de seu 23º trabalho, depois de 5 anos sem gravar ao vivo. O show de gravação contou com a participação da banda Norte-Americana, Lakewood Music e Thalles Roberto na abertura. O 23º projeto trouxe a participação do Praise Teen, na música Derrama a Tua Unção.
Antes do lançamento do álbum completo, o grupo lançou 4 singles, Como Quem Sonha, Eu Me Prostro, Nissi e o sucesso Escape, que alcançou grande popularidade nas igrejas do Brasil e no cenário gospel em geral. Escape viralizou no TikTok e Instagram, rendendo ao grupo mais de 50 milhões de visualizações no YouTube e mais de 80 milhões de players nas plataformas digitais, ganhando inclusive novas versões.  
Em 2024, na semana da Páscoa, o grupo lançou nas plataformas digitais o EP Graça, com 5 músicas inéditas. O repertório apresenta músicas Cristocêntricas sobre o amor, a crucificação e a ressurreição de Jesus Cristo. O EP faz parte do 22º trabalho do grupo, que somado aos singles Deus Agiu, Pentecostes de Amor e O Leão Te Chamou concluiu o lançamento do projeto gravado em estúdio no final de 2022. Alguns meses depois, a vocalista Bárbara Amorim anunciou em seu perfil no Instagram o seu desligamento do grupo. 
Na noite do dia 14 de Dezembro de 2024, o grupo gravou ao vivo o seu 24º álbum intitulado Dupla Honra, com um coral de 2 mil vozes, 160 vozes no coral Praise Kids, dezenas de dançarinos e 8 cantores na linha de frente, além de um time de músicos composto por nomes como Cacau Santos, Ted Furtado e Alexandre Fininho. O novo projeto trouxe um repertório contendo canções inéditas, regravações e versões.
Um dos destaques da gravação foi a entrega de um Disco de Ouro ao grupo, em reconhecimento pelos mais de 60 milhões de players até então alcançados com a música Escape. A entrega foi realizada por representantes da gravadora ONErpm Gospel.
Outro momento marcante foi o título recebido pelo Renascer Praise, que agora é reconhecido como Patrimônio Cultural Imaterial do município de São Paulo. O documento oficial foi entregue pela 1ª Secretária da Mulher no Estado de São Paulo, Sonaira Fernandes. 
O primeiro lançamento do novo álbum foi o single Eu Vou Clamar, que rapidamente alcançou mais de 1 milhões de visualizações. O grupo promoveu  os lançamentos do novo álbum com o double single, trazendo duas músicas a cada novo lançamento: Jesus de Nazaré + Enche a Casa, Cante Aleluia + Eu Vou Fazer Milagres, Dupla Honra + Filho e por último Bondade de Deus + Tenda do Encontro. A versão do álbum completo reunindo todos os lançamentos está previsto para o mês de Setembro.  
Em 19 de Julho, o Renascer Praise gravou ao vivo no palco da Marcha para Jesus um EP que reúne releituras dos maiores hits do grupo. A gravação aconteceu com um público de quase 2 milhões de pessoas. Momentos antes da gravação o Renascer Praise recebeu um novo título, e agora é reconhecido como Patrimônio Cultural Imaterial do estado de São Paulo. A lei foi sancionada pelo governador do estado de São Paulo Tarcísio de Freitas. 
O lançamento está previsto para acontecer até o final de 2025. Além do EP, a líder do grupo, Bispa Sônia, já divulgou a gravação do Renascer Praise 25 para Novembro. 

## Discografia
Ao longo de seus 30 anos de história, lançou 24 álbuns inéditos, 3 EPs, 18 Singles, 22 DVDs, 2 Coletâneas e 1 álbum em Espanhol.
Suas músicas estão disponíveis nas principais plataformas digitais, como o YouTube Music, Spotify, Deezer, Apple Music, TIDAL e iTunes Store. 
| Ano  | Álbuns, EPs e Coletâneas            | Tipos   | Locais de Gravação                   | Vendas  |
| ---- | ----------------------------------- | ------- | ------------------------------------ | ------- |
| 1993 | Renascer Praise 1                   | Estúdio | Estúdio                              | 70.000  |
| 1994 | Renascer Praise 2                   | Estúdio | Estúdio                              | 50.000  |
| 1996 | Deus é Fiel                         | Ao Vivo | Igreja Renascer em Cristo            | 80.000  |
| 1997 | Conquista                           | Ao Vivo | Igreja Renascer em Cristo            | 120.000 |
| 1998 | Tributo ao Deus de Amor             | Ao Vivo | Palácio de Convenções do Anhembi     | 150.000 |
| 1999 | Lá Unción                           | Ao Vivo | Palácio de Convenções do Anhembi     | 70.000  |
| 1999 | A Pesca                             | Ao Vivo | Igreja Renascer em Cristo            | 180.000 |
| 2000 | Ressureição                         | Ao Vivo | Israel Bete-Seã                      | 200.000 |
| 2001 | The Best Of Renascer Praise         | Ao Vivo | Coletânea Musical                    | 35.000  |
| 2001 | Restituição                         | Ao Vivo | Vibra São Paulo                      | 100.000 |
| 2002 | Promessa                            | Ao Vivo | Via Funchal                          | 100.000 |
| 2003 | Renascer Praise 10                  | Ao Vivo | Estádio do Pacaembu                  | 270.000 |
| 2004 | Restauração                         | Ao Vivo | Estádio do Pacaembu                  | 350.000 |
| 2005 | Apostólico                          | Ao Vivo | Estádio do Pacaembu                  | 300.000 |
| 2006 | A Colheita                          | Ao Vivo | Ginásio do Ibirapuera                | 70.000  |
| 2007 | A Espera Não Pode Matar a Esperança | Ao Vivo | Igreja Renascer em Cristo            | 40.000  |
| 2008 | Reinando Em Vida                    | Ao Vivo | Igreja Renascer em Cristo            | 60.000  |
| 2010 | Andando Sobre as Águas              | Ao Vivo | Museu do Ipiranga                    | 120.000 |
| 2012 | Novo Dia, Novo Tempo                | Ao Vivo | Vibra São Paulo                      | 90.000  |
| 2013 | Renascer Praise Collection          | Ao Vivo | Coletânea Musical                    | 35.000  |
| 2013 | Canto de Sião                       | Ao Vivo | Próximo ao Mar da Galileia em Israel | 100.000 |
| 2015 | Daniel                              | Ao Vivo | Vibra São Paulo                      | 40.000  |
| 2017 | Betel                               | Ao Vivo | Renascer Arena                       | 25.000  |
| 2019 | Encontrei o Meu Lugar               | Ao Vivo | Renascer Arena                       | Digital |
| 2019 | Hosana                              | Ao Vivo | Renascer Arena                       | 10.000  |
| 2024 | Graça                               | Estúdio | Estúdio                              | Digital |
| 2024 | 30 Anos de Louvor e Adoração        | Ao vivo | Renascer Arena                       | Digital |
| 2025 | Dupla Honra                         | Ao Vivo | Renascer Arena                       | Digital |

Desde 2018, o grupo iniciou o investimento das músicas através das plataformas digitais, lançando primeiro os singles do projeto e depois o álbum.
| Ano  | Singles                 | Streaming e Views |
| ---- | ----------------------- | ----------------- |
| 2018 | "Hosana"                | 3,5 Milhões       |
| 2019 | "Ousado Amor"           | 5,5 Milhões       |
| 2020 | "Deus Agiu"             | 1,7 Milhões       |
| 2020 | "Pentecoste de Amor"    | 1 Milhão          |
| 2021 | "O Leão Te Chamou"      | 500 Mil           |
| 2023 | "Como Quem Sonha"       | 2,1 Milhões       |
| 2023 | "Escape"                | 85,5 Milhões      |
| 2023 | "Eu Me Prostro"         | 1,7 Milhões       |
| 2024 | "Nissi"                 | 1 Milhão          |
| 2025 | "Eu Vou Clamar"         | 3,2 Milhões       |
| 2025 | "Jesus de Nazaré"       | 350 Mil           |
| 2025 | "Enche a Casa"          | 550 Mil           |
| 2025 | "Cante Aleluia"         |                   |
| 2025 | "Eu Vou Fazer Milagres" | 410 Mil           |
| 2025 | “Dupla Honra”           |                   |
| 2025 | “Filho”                 |                   |
| 2025 | “Bondade de Deus”       |                   |
| 2025 | “Tenda do Encontro”     |                   |

## Reconhecimento
Ao longo dos anos, o Renascer Praise marcou presença em diversos programas de televisão, alcançando visibilidade em emissoras como SBT, Band, RedeTV, Gazeta e TV Cultura, bem como na extinta Rede Manchete, consolidando sua influência na mídia nacional. Internacionalmente, o grupo também se destacou ao participar da programação da TBN (Trinity Broadcasting Network), uma das maiores redes cristãs de televisão nos Estados Unidos. 
Além disso, suas apresentações e projetos foram tema de matérias em revistas renomadas, como Veja, IstoÉ e Época, bem como em publicações especializadas do meio gospel, como Revista Gospel e Comunhão. O impacto do grupo se estendeu também ao ambiente digital, com ampla cobertura em sites e portais de música e entretenimento, tanto nacionais quanto internacionais, consolidando sua presença na mídia e ampliando seu alcance para diferentes públicos.